# Poznáš, až to přijde?
Poznáš, až to přijde? (v originále How Do You Know) je romantická komedie z roku 2010 od režiséra Jamese L. Brookse. Film měl v Americe premiéru 13. prosince 2010. 

## Obsazení
| Reese Witherspoonová | Lisa    |
| Paul Rudd            | George  |
| Owen Wilson          | Matty   |
| Jack Nicholson       | Charles |
| Kathryn Hahn         | Annie   |